# Бої за Щастя
Бої за Ща́стя — бойові дії в районі міста Щастя на Луганщині під час війни на сході України. Щастя стоїть на північному березі Сіверського Донця, у місті знаходиться великий міст на південний берег річки, по якому проходить важлива транспортна артерія — магістраль Н21. Місто було звільнено від проросійських бандформувань у червні 2014 року. Наприкінці лютого 2022, після початку російського вторгнення в Україну, місто захоплене ЗСРФ.
Також у Щасті розташована Луганська ТЕС.

## 2014

### Червень

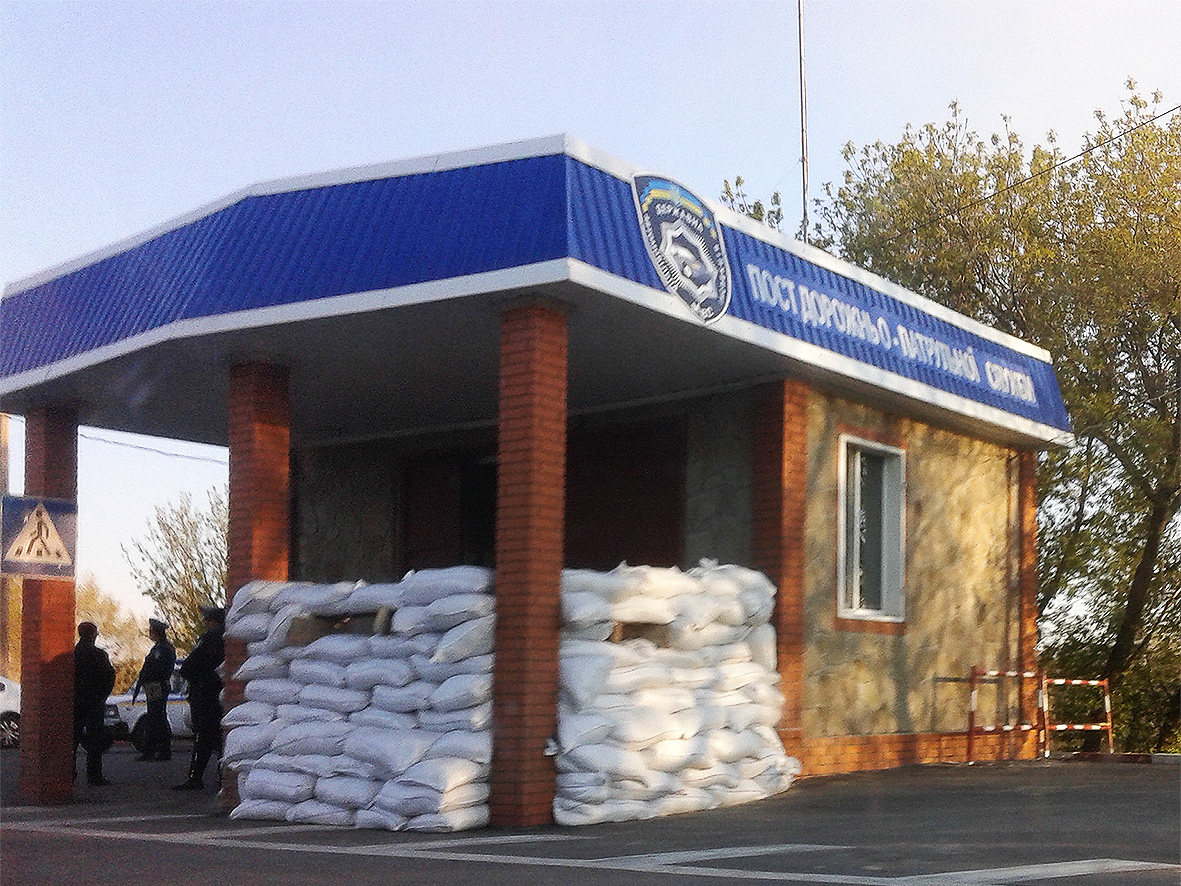
Сепаратистський блокпост «Проти Правого сектора» на виїзді з міста

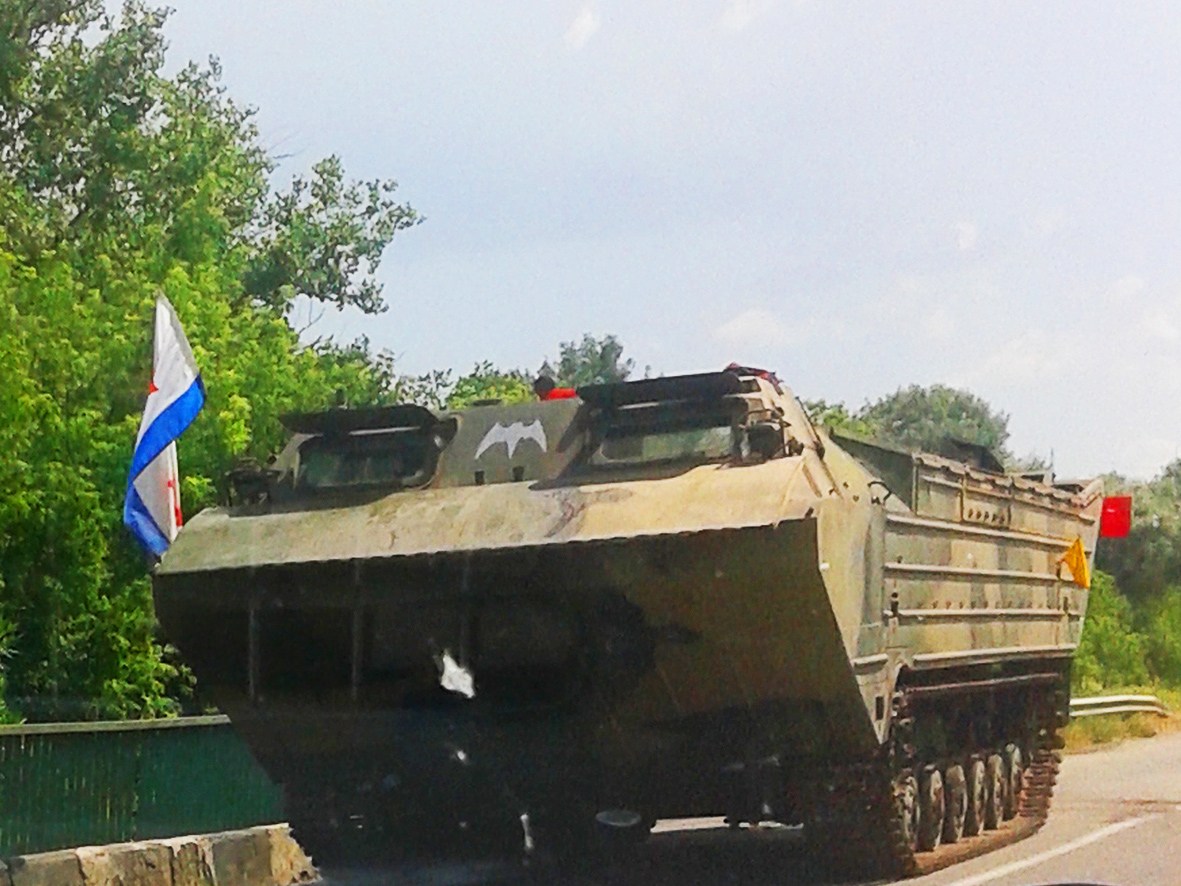
Трофей батальйону «Айдар», захоплений у сепаратистів під час боїв за Щастя

14 червня силами 24-го батальйону територіальної оборони ЗСУ «Айдар» та 8 окремого полку спеціального призначення була проведена наступальна операція по звільненню Щастя від бойовиків ЛНР. За словами бійців «Айдару», в ході операції було знищено 58 бойовиків і ще 100 поранено. Взята під контроль територія Луганської ТЕС та два стратегічно важливих мости через Сіверський Донець. Завдяки звільненню Щастя був створений плацдарм для майбутнього наступу до околиць Луганська.
12–19 червня танкова рота 24-ї бригади під керівництвом майора Юрія Мадяра звільняла від терористів населені пункти Щастя та Металіст. При звільненні Красної Талівки, Козачого, Верхньої Вільхової, Нижньої Вільхової, Макарового група майора Юрія Мадяра, до складу якої входило 3 танки і 3 БМП, ліквідувала 2 БМП, 1 БРМ, захопила 4 автомобілі «Урал» й 1 «КамАЗ» терористів. При обороні блокпоста біля Макарового ліквідовано 3 ДРГ терористів.
15 червня українські війська після нетривалих боїв звільнили від проросійських збройних формувань Веселу Гору, село навпроти Щастя, на іншому березі Сіверського Донця.
30 червня повідомлялося, що бійці батальйону «Айдар» атакували позиції терористів та знищили 12—15 одиниць живої сили, російські БРДМ, 2 БТРи, зенітну установку «Шилка».

### Липень
11 липня поблизу Олександрівська колона українських бійців потрапила в засідку. Терористи захопили військову техніку, загинуло два бійці 30 ОМБр.

### Серпень
21 серпня після обстрілу терористами з боку Луганська пошкоджена лінія електропередачі, Щастя лишилося без електроенергії. 25 серпня з'явилася інформація, що бойовики почали оточували селище Щастя з боку Металіста і Петрівки. 31 серпня відбувся черговий обстріл міста артилерією терористів, загинули двоє українських воїнів. 1 вересня від артобстрілу загинули місцеві мешканці.

### Вересень
1 вересня троє вояків зазнали тяжких поранень під час обстрілу терористами з БМ-21 «Град» позицій 26-ї артилерійської бригади біля села Весела Гора, один згорів живцем[джерело?].
2 вересня пресцентр АТО повідомив, що українські сили не відступили та залишилися обороняти місто — батальйон «Айдар» замінував ТЕС і готовий її підірвати у разі масового прориву бойовиків.
3 вересня проросійські бойовики обстріляли дачні селища «Автомобіліст» і «Березка», розташовані на північних околицях міста. Дві особи загинуло, кілька будівель зазнали ушкоджень. 5 вересня терористи вели вогонь по місту з РСЗВ «Град». Місцеві жителі повідомили, що обстріл почався ще вночі, вдень вогонь вівся з центру Луганська — у тому числі із приватного сектору біля колишнього кінотеатру «Буревісник». 9 вересня місія ОБСЄ зафіксувала порушення бойовиками перемир'я поблизу Щастя.

#### Бої під Шишковим і Веселою Горою
Близько 14:00 4 вересня разом з частиною військовослужбовців механізованого батальйону 1-ї ОТБр та взводом 3-ї ОМПБ майор Дмитро Степанченко прибув на блокпост «Весела Гора» і отримав завдання зайняти блокпост біля населеного пункту Шишкове. Вдень колона вирушила на позицію, ще до вечора її зайняла.
Близько 11:00 5 вересня зі спостережного поста надійшла доповідь про наближення колони бронетехніки та автомобілів з тильної сторони блокпоста до села Шишкове. Колона увійшла в село, містила в своєму складі 3 танки, 2 БМП-1, вантажний тентований автомобіль з особовим складом, ЗіЛ-131 з ЗУ-23 на кузові, позашляховик марки Jeep. Майор Степанченко віддав наказ зайняти оборону, серед особового складу почалася дезорганізація. Позашляховик Jeep під'їхав до спостережного поста, з нього було відкрито вогонь по позиціях. Особовий склад блокпоста відкрив вогонь у відповідь.
Після від'їзду автомобіля колона бронетехніки розгорнулася в бойовий порядок і почала обходити військових з різних сторін, при цьому відкривши вогонь. Вояки на блокпосту намагалися зі станкового гранатомета СПГ-9 уразити найближчий танк противника, після того змінили позицію та почали обстрілювати танк з ручного гранатомета РПГ-7В, до якого через деякий час закінчились гранати, їх довелось підносити від автомобіля ЗіЛ-131. Після влучання снаряда з танка в блокпост майор Степанченко зазнав смертельного осколкового поранення.
Близько 13:00 5 вересня взвод молодшого лейтенанта Павла Калиновського, кількістю 25 військовослужбовців, а також кілька військовослужбовців 1-ї танкової бригади в районі Шишкового після 2-х годинного бою здійснив відхід у західному напрямку. Командир взводу з ще чотирма бійцями свого взводу та трьома військовослужбовцями 1-ї окремої танкової бригади близько 19–20:00 біля села Крута Гора попав у засідку. Після вогневого контакту їх взяли в полон. Чотирьох українських військовослужбовців, що потрапили до полону, стратили.
5 вересня на позиції «Щогла», що під селом Шишкове і Веселою горою, вдень було 4 БМП і командир 1 ОТБр Грицьков. Грицьков увечері залишив цю позицію, де не було ніяких боїв і не було контакту з противником і забрав з собою три БМП для охорони. На «Щоглі» залишилося 50 бійців 1-ї ОТБр, 3-го БТрО і 22-го БТрО, одна БМП і дві вантажівки. До міста Олександрівськ, що неподалік увійшли танки. А приблизно о 19:00 вечора виявили, що в тил до них у кількох сотнях метрів, зайшов загін проросійських сил. Капітан Євген Лоскот сів у БМП, взявши на борт двох вояк. Лоскот вирішив атакувати противника, використавши ефект неочікуваності; використавши кулемет і автомати, бійці нищили ворожі позашляховики. Коли російські бойовики прийшли до тями, бронемашина вже залишала їх розташування. На башті БМП спалахнув вибух ПТКР, в бронемашину влучила граната РПГ. Екіпаж розділився — один з воїнів зміг повернутися до своїх, другий потрапив у полон. Капітан встиг відійти з поля бою, зв'язатися з «айдарівцями» і домовитися про допомогу у переправленні на другий берег Сіверського Донця. Добровольці попросили скоригувати артилерійський вогонь, на що офіцер погодився. Артилерія накрила вороже угруповання.
Вдень 5 вересня також потрапили до засідки бійці батальйону «Айдар», десантники 5-ї роти 80-ї ОДШБр. На колишній український блокпост під Веселою Горою, який військовослужбовці залишили раніше, без бою зайшли сили проросійських збройних формувань. Вони залишили на блокпосту український прапор і влаштували засідку. Колону «Айдару» було знищено практично повністю — з 23 бійців вціліло лише троє. Колона українських військ з 2 танків і 5 БТР 80-ї ОДШБр, що рухалася пізніше, втратила 24 бійці загиблими та зниклими безвісти і один бронетранспортер.
6 вересня під час виконання бойового завдання по виходу з оточення терористів група 1-ї танкової бригади вийшла із села Шишкове в напрямку міста Щастя. Групу переслідували терористи. Діставшись до річки Сіверський Донець, командир групи капітан Анатолій Буряк наказав підлеглим переправлятись на інший бік, сам лишився прикривати їх відхід і зазнав смертельного поранення.
17 вересня приблизно о 16:15 під Щастям після початку стрілянини поблизу блокпоста, біля ТЕС прогриміло два вибухи.
18 вересня з'явилася інформація, що до міста прибули українські військові з новою сучасною технікою — танками та різноманітними артилерійськими установками. 20 вересня під час виконання бойового завдання у боях за місто Щастя загинули молодший сержант 92-ї бригади Володимир Волін та солдат Вадим Мирінець. 21 вересня на виїзді з міста вівся бій — диверсійна група терористів намагалася форсувати річку, обстріляно танк, котрий захищає підступи до мосту, українські військові відбили напад.
24 вересня проросійські бойовики з автоматичних гранатометів обстрілювали позиції підрозділу ОК «Північ», що здійснював охорону мосту через Сіверський Донець. Серед особового складу та техніки військ ОК «Північ» втрат немає.
26 вересня місто тричі зазнало обстрілу проросійськими бойовиками з території селища Весела гора, снаряди влучили в актовий зал районної лікарні. Загалом поранено 13–16 людей, є загиблі, обстріляно й «гуманітарний коридор» між територією підконтрольною ЛНР та Україною. Уночі 27 вересня внаслідок мінометного обстрілу блокпоста в місті Щастя під час «перемир'я» загинув один «айдарівець».
30 вересня з'явилася інформація, що з-під Луганська до річки Сіверський Донець, терористи пригнали 6 танків і 2 установки «Град», тим самим готуючись до штурму Щастя.

### Жовтень
1 жовтня внаслідок обстрілу, що почався о 17:00, 7 військових отримали поранення, військові займали позиції і не виключали, що буде спроба штурму.
2 жовтня вранці терористи ЛНР продовжили артобстріли Щастя. Кілька куль влучили в будівлю місцевої школи, одна з них влетіла в кабінет, де йшов урок; учні і вчителі не постраждали. Усіх, хто був у школі, евакуювали до бомбосховища. 3 жовтня повідомлялося, що терористи з боку окупованого села Весела Гора обстрілювали Щастя з гвинтівки «Вихлоп» російського виробництва. У міліції повідомили, що саме з цієї гвинтівки обстріляли школу № 56.
4 жовтня близько 13:00 бойовики здійснюють черговий обстріл Щастя; одна міна потрапила в Будинок культури, коли там відбувався обряд одруження, у результаті подальшого обстрілу міста є постраждалі, підозрюють, що «працює» корегувальник вогню бойовиків ЛНР. Внаслідок обстрілів поранено 9 цивільних осіб та 1 військовий92-ї бригади. 5 жовтня з 6:35 до 6:45 Щастя вчергове обстрілювалося сепаратистами з мінометів. 5 жовтня було знищено танк бойовиків.
6 жовтня керівник Луганської області Геннадій Москаль повідомив, що найманці із Сербії, Чечні та Єгипту, які входять до складу терористичних підрозділів «Дон» і «Заря», обстріляли українських військових біля Щастя, знищили дві вантажівки. Вночі з 6 на 7 жовтня терористи здійснили обстріли блокпостів українських силовиків, які охороняють ТЕС. Черговий обстріл із артилерійської зброї терористи здійснюють у ніч з 7 на 8 жовтня.
Під час обстрілу бойовиками 9 жовтня поранили 5 працівників станції та одного військового. 10 жовтня Геннадій Москаль повідомив, що обстріли ТЕС у Щасті здійснюють бойовики батальйону «Витязь», що складається з найманців, які пройшли підготовку у військових таборах Ростовської області. Це ствердження ґрунтується на факті здобуття українськими військовими документів одного з найманців — колишнього співробітника ФСБ Росії. У військовому квитку терориста написано — «звільнився з посади у зв'язку з важким воєнним становищем в Україні». Вночі з 10 на 11 жовтня «непідконтрольні» збройні формування з зенітних установок ЗУ-23-2 та стрілецької зброї двічі обстріляли позиції українських військовослужбовців.
12 жовтня о 8:50 бойовики з Веселої Гори обстріляли з мінометів спортивну базу футбольного клубу «Зоря» в місті.
24 жовтня проросійські збройні формування здійснили обстріл блокпоста зі стрілецької зброї поблизу Геївки, було поранено українського військовослужбовця.
29 жовтня після 21:00 бойовики ЛНР поновлюють обстріл Щастя з Веселої Гори. Протягом 2,5 години терористи вчинили три мінометні обстріли — один у бік теплоелектростанції, ще один по автовокзалу, третій у напрямку лісництва, жертв і значних руйнувань немає. Вогневі позиції терористів розгорнуті на території Веселої Гори — під прикриттям будинків мешканців селища.
30 жовтня проросійські збройні формування роблять спробу атакувати українські позиції, здійснивши напад зі сторони Геївки, атака відбита, втрат серед військовослужбовців немає.

### Листопад
1 листопада під постійним обстрілом бойовиками за підтримки російської бронетехніки та артилерії, українські вояки перебрали контроль над Геївкою, що поблизу Щастя. Позиції біля села тримали бійці батальйону «Айдар», прикордонники та частини 92-ї бригади. Того ж дня із села Весела Гора шість разів обстріляли місто Щастя — прямою наводкою з мінометів, артилерії й танків.
5 листопада війська Росії і ЛНР завдали удари по під'їзних шляхах до ТЕС в Щасті, що ускладнило доставку палива для ТЕС.
6 листопада в район Щастя прибула змішана батальйонна тактична група російської армії — до 50 одиниць бронетехніки, включаючи посилену танкову роту.
19 листопада терористи пошкодили газопровід у Щасті, без газу залишилися близько 6 тисяч абонентів у місті та кількох селах Станично-Луганського району і населених пунктах на території, що контролюються бойовиками.
Під вечір 20 листопада терористи поновлюють обстріл Щастя, біля будівлі супермаркету поранено трьох людей.
27 листопада зенітна обслуга 92 ОМБр під керівництвом підполковника Юрія Савчина[відсутнє в джерелі] пострілом із ЗУ-23-2 збила російський безпілотник Гранат-4 поблизу Щастя.

### Грудень
4 грудня у Щасті внаслідок мінометного й артилерійського обстрілів терористи поранили двох людей.
18 грудня група диверсантів напала на бійців батальйону «Айдар», які охороняли лікарню у Щасті. Загинуло 3 українські бійці та 5 проросійських бойовиків. На територію лікарні терористи в'їхали на санітарному автомобілі, який викрали в сусідньому районі, вбивши лікарів.

## 2015

### Січень
12 січня вночі бойовики ЛНР з боку Веселої Гори обстріляли Щастя з мінометів, важко поранено жінку — чергову стрілкового поста, що пропускала на ТЕС залізничний ешелон із вугіллям. Того ж дня український підрозділ розгромив авангард зведеної тактичної групи Збройних сил Росії, що висувався на передові позиції
. Загалом 12 січня терористи обстріляли з мінометів Щастя п'ять разів, смертельно поранено місцевого мешканця, поранені двоє працівників міліції, що охороняли фільтраційний пункт.
14 січня бойовики обстріляли з артилерії Щастя, загинула місцева мешканка, двоє людей поранено.
15 січня група «Інформаційний спротив» повідомляє, що до складу угруповання проросійських бойовиків, зосереджених в районі Щастя — Станиця Луганська, продовжує прибувати поповнення: за 3 дні зафіксовано перекидання 15 одиниць бронетехніки до 1-го посиленого мотострілецького батальйону.
Уночі з 17 на 18 січня терористи здійснили 2 інтенсивні обстріли Щастя з «Градів», загинув один військовослужбовець. 
23 січня терористи обстрілювали Щастя цілу добу, при обстрілі загинула жінка. Після цілонічного обстрілу 24 січня на трьох вулицях у центральній частині міста зруйновані та пошкоджені житлові будинки, під уламками одного з них загинула жінка. Через обстріли в Щасті пошкоджено центральний колектор, що подає тепло в житлові будинки, місто залишилося без тепла. При проведенні ремонтних робіт стався новий обстріл, осколками поранені двоє працівників теплокомуненерго. Через обстріли відновити теплопостачання не вдалося, уночі було близько 15 градусів морозу, центральна система опалення замерзла. Ремонтники розморожують систему по окремих будинках, намагаючись подати тепло. Люди масово виїжджають зі Щастя на безпечні території — в місті залишилося менш як 5 тисяч населення, тоді як в мирний час проживало близько 12 тисяч.
З 25 на 26 січня 2015 року українські військовики поблизу Смілого та Веселої Гори ліквідували 1 танк і до 60 бойовиків проросійських угруповань — діяли підрозділи оперативного командування «Північ», до 300 терористів поранені.
31 січня бойовики обстріляли з «Града» територію ТЕС, розбита центральна прохідна, загинули двоє військових, один був поранений, помер дорогою в лікарню.
31 січня підрозділи оперативного командування «Північ» знищили поблизу Веселої Гори радіолокаційну станцію, танк, САУ, мінометну обслугу, БТР, САГ 2С9 «Нона» військ окупаційних корпусів.

### Лютий
4-5 лютого декілька мобільних груп терористів — переважно підрозділи ЛНР — під прикриттям мінометного вогню намагалися форсувати Сіверський Донець поблизу Щастя. Українською артилерією групи противника були зупинені та відкинуті на вихідні рубежі.
О 2-й ночі 11 лютого бойовики обстріляли лікарню у Щасті, згорів автомобіль «швидкої», пошкоджено лікарняний корпус.
13 лютого після інтенсивного обстрілу бойовиками під уламками залишилися дев'ять людей, горить місто, працівники міліції витягують людей з-під завалів. Від обстрілу кафе «Дорожне» загинуло четверо мирних мешканців, ще п'ятеро отримали поранення.

### Квітень
5 квітня 2015 близько 9:30 бойовики окупаційних корпусів з боку села Весела Гора обстріляли з ПТРК взводний опорний пункт «Фасад». В результаті влучення ракети в мінний шлагбаум стався вибух з детонацією протитанкових мін ТМ-62. Четверо військовослужбовців, які перебували в автомобілі ВАЗ-2109 поряд із місцем вибуху, загинули. На місці події знайдено елементи ракети від ПТРК 9М133 «Корнет».

### Травень
11 травня увечері терористи вкотре обстрілюють Щастя з автоматичних гранатометів та стрілецької зброї, поранено українського військовика. 16 травня відбувся бій диверсійно-розвідувальної групи зі складу 3-ї бригади спецпризначення РФ з українськими військовими, внаслідок якого було захоплено в полон 2-х бійців ГРУ РФ, загинув один військовослужбовець 92-ї бригади.
21 травня в боях з терористами був підбитий як мінімум 1 український БТР, один боєць важко поранений.

### Червень
3 червня щонайменше ДРГ терористів під прикриттям обстрілів намагалися інфільтруватися під Щастям через лінію фронту. 7 червня терористи знову обстрілювали околиці Щастя біля мосту через Сіверський Донець з мінометів, автоматичних гранатометів та стрілецької зброї; осколкових поранень від мінометної міни зазнав український військовий. 8 червня повідомляється, що поблизу Щастя знайдено братське поховання — в ньому перебували тіла чотирьох українських військових, пошукові роботи проводило ВГО Союз «Народна пам'ять», при бійцях були особисті речі: натільні хрестики, годинник, ланцюжки, документів не виявилося. 14 червня терористи обстрілюють українські позиції в Щасті з автоматичного гранатомета, поранений один військовий. 16 червня 2015 року біля села Лопаскине група бійців Батальйону особливого призначення «Золоті ворота» потрапила у засідку та вступила в бій з ДРГ проросійських терористів. Внаслідок бою троє українських бійців отримали поранення та були направлені до лікарні в Новий Айдар
. Вночі з 25 на 26 червня терористи з окупованої Веселої Гори неодноразово обстрілювали із гранатометів, мінометів та стрілецької зброї Щастя, осколкових поранень зазнали двоє місцевих жителів.

### Липень
4 липня через обстріли терористів у Щасті поранено двоє мирних жителів. 7 липня українські військові потрапили у засідку терористів біля Щастя: військові контролювали ділянку вздовж річки Сіверський Донець з метою недопущення спроб незаконного переправлення вантажів. Близько полудня поблизу села Лопаскине, військовий «КамАЗ» був обстріляний терористами із автоматів та гранатометів. У результаті перестрілки один боєць загинув, троє зазнали поранень. 18 липня внаслідок обстрілу із автоматичних гранатометів троє бійців зазнали осколкових поранень. 26 липня у Щасті був бій, четверо військових поранено, у терористів двоє вбитих й кілька поранених. 28 липня під вогневим прикриттям 120-ти та 82-мм мінометів і танка, проросійські терористи атакували позиції українських сил поблизу Щастя, їх загін нараховував близько 100 осіб. Бій тривав майже три години, зазнавши втрат, терористи відступили.

### Серпень— вересень
5 серпня через обстріл терористами Щастя на Луганщині двоє бійців 92-ї бригади зазнали поранень. 7 серпня під час обстрілу проросійськими терористами з крупнокаліберних кулеметів, автоматичних гранатометів та стрілецької зброї поранено радіотелефоніста, снайпера та гранатометника 92-ї окремої механізованої бригади. В ніч з 7 на 8 серпня проросійські терористи обстрілюють блокпост ЗСУ, поранені 2 бійців. 27 серпня при мінометному обстрілі терористами опорного пункту в Щасті поранений командир міномета мінної батареї 92-ї ОМБр. 30 серпня внаслідок снайперського обстрілу вогнепальним кульовим у голову на блокпосту біля річки Сіверський Донець поранено вояка ЗСУ.
3 вересня поблизу Щастя на фугасі підірвався військовий, він розслідував обставини загибелі мобільної групи по боротьбі з контрабандою.

## 2016–2021
Уночі з 22 на 23 травня 2016 терористи з автоматичного гранатомета обстріляли опорний пункт 92-ї окремої механізованої бригади поблизу Щастя, загинув один український військовий. 22 листопада під час бойового зіткнення з терористами поблизу міста Щастя один військовий зазнав поранення. 12 грудня під час виконання обов'язків помер майор СБУ Михайло Богданович Лібрук.
30 серпня 2016 близько 22:00 проросійські бойовики з мінометів обстріляли цивільні об'єкти в місті Щастя.
3 і 4 березня 2018 терористи обстрілювали позиції українських військ біля Щастя з гранатометів, мінометів, зенітних установок, БМП. 5 березня, незважаючи на рішення Тристоронньої контактної групи щодо припинення вогню, російсько-окупаційні війська не припинили обстрілів позицій ЗСУ поблизу міста. Крім позицій ЗСУ, бойовики обстріляли також постраждало 7 житлових будинків та дитячий садочок; ніхто з місцевих мешканців не постраждав.

## 2022

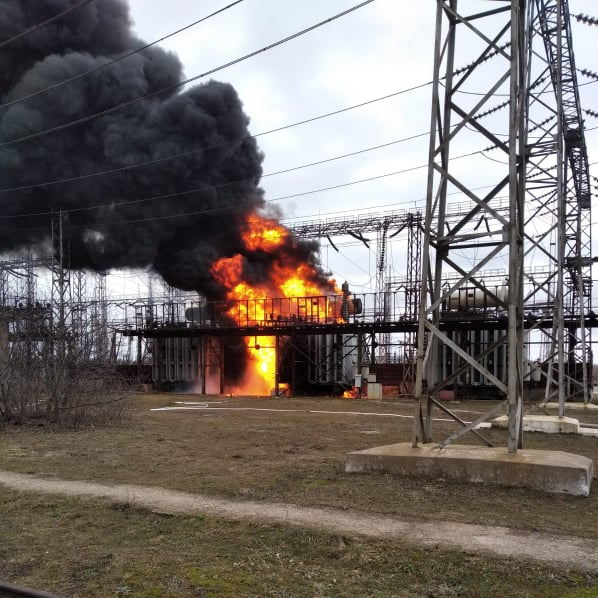
Пожежа на Луганській ТЕС після обстрілу 22 лютого

### 1 січня— 23 лютого
18 лютого на КПВВ «Щастя» під обстріл проросійських бойовиків потрапив конвой із гуманітарною допомогою, людські втрати відсутні. 19 лютого повідомлялося, що бойовики обстріляли Щастя з мінометів та кулеметів. 20 лютого роботу КПВВ «Щастя» на лінії розмежування припинено через постійні обстріли з боку російсько-окупаційних військ. 21 лютого внаслідок продовження обстрілів припинила роботу Луганська ТЕС, Щастя залишилося повністю без світла, води і теплопостачання. Наступного дня ТЕС обстріляли знов.

### 24 лютого— т.ч.
У ніч на 24 лютого 2022 року, після початку російського вторгнення в Україну, відновилися бої за Щастя. Спочатку росіяни увійшли до міста, але ЗСУ їх вибили, вбивши близько 50 окупантів. 
25 лютого, за повідомленням голови Луганської ОДА Сергія Гайдая, у ході боїв місто Щастя знищене на 80%. 28 лютого підрозділи ЗСУ після жорстких боїв вимушені були залишити Щастя і Станицю Луганську[джерело?].